# Пичкалёв, Александр Афанасьевич
Александр Афанасьевич Пичкалёв (2 апреля 1905, Пермский край — 20 февраля 1988) — старший телефонист 313-го артиллерийского полка младший сержант — на момент представления к награждению орденом Славы 1-й степени.

## Биография
Родился 2 апреля 1905 года в деревне Большой Усекай (ныне — Уинского района Пермского края). Образование 4 класса. Принимал активное участие в организации колхозов, был председателем сельхозартели «Пролетарий».
В июне 1941 года был призван в Красную Армию. В боях Великой Отечественной войны с августа того же года. К осени 1943 года красноармеец Пичкалёв — телефонист 313-го артиллерийского полка 115-й стрелковой дивизии. Член ВКП/КПСС с 1944 года.
20 ноября 1943 года в бою под городом Пустошка обеспечил бесперебойную связь командования полка с батареями, устранил под огнём более 10 порывов на линиях связи.
Приказом от 31 декабря 1943 года красноармеец Пичкалёв Александр Афанасьевич награждён орденом Славы 3-й степени.
22 июля 1944 года в бою в районе города Мадона ефрейтор Пичкалёв под обстрелом устранил многочисленные порывы на линии связи, обеспечил непрерывное управление огнём артиллерии. Вынес с поля боя тяжело раненного офицера.
Приказом от 5 ноября 1943 года красноармеец Пичкалёв Александр Афанасьевич награждён орденом Славы 2-й степени.
13 апреля 1945 года во время боев вблизи деревне Каляус-Хефен младший сержант Пичкалёв под огнём устранил десятки порывов провода. Был ранен, но продолжал обеспечивать связь.
Указом Президиума Верховного Совета СССР от 15 мая 1946 года за исключительное мужество, отвагу и бесстрашие, проявленные в боях с вражескими захватчиками на завершающем этапе Великой Отечественной войны, младший сержант Пичкалёв Александр Афанасьевич награждён орденом Славы 1-й степени. Стал полным кавалером ордена Славы.
В 1945 году был демобилизован. Вернувшись на родину работал председателем колхоза им. Мичурина, бригадиром, заведовал фермой. Жил в деревне Большой Ась Уинского района. Скончался 20 февраля 1988 года.
Награждён орденами Отечественной войны 1-й степени, Славы 3-х степеней, медалями.